# Chandonanthus perloi
Chandonanthus perloi là một loài rêu trong họ Anastrophyllaceae. Loài này được Gola mô tả khoa học đầu tiên năm 1914.